# Halchidhoma
Halchidhoma ( maricopa : xalychidom piipaa o xalychidom piipaash - que significa personas que viven hacia el agua) también conocidos como halchidoma, alchedomas o lehi maricopa son una tribu india que vive principalmente en la reserva indígena del río Salado en Estados Unidos, pero anteriormente eran nativos del área a lo largo de la parte baja del río Colorado en California y Arizona cuando los europeos los contactaron por primera vez. A principios del siglo XIX, bajo la presión de sus hostiles vecinos mojave y yuma, se mudaron hacia el río Gila, donde algunos se integraron con los maricopa, y otros pasaron al río Salado (Arizona) manteniendo una identidad independiente. Los halchidhoma actualmente hablan el idioma maricopa pero hay evidencia histórica que indica que tenían su propio idioma.

## Historia
La tribu halchidhoma hizo su aparición en la historia escrita entre 1604 y 1605, cuando una expedición española dirigida por Juan de Oñate llegó a la parte baja del río Colorado, justo después de su confluencia con el río Gila. Durante este encuentro, los españoles se encontraron con el grupo tribal conocido como alebdoma.
Posteriormente, en 1700, el misionero-explorador jesuita Eusebio Francisco Kino regresó a la región y notó que los halchidhoma se habían trasladado a una ubicación aproximadamente 100 millas más al norte a lo largo del río. Durante este período, el grupo experimentó cambios en su asentamiento y movimiento dentro de la región.
Es importante mencionar que la presencia y los movimientos históricos de los halchidhoma se encuentran registrados en los escritos de estas expediciones y misioneros, proporcionando información valiosa sobre la trayectoria y la presencia de este grupo tribal en la región del río Colorado.

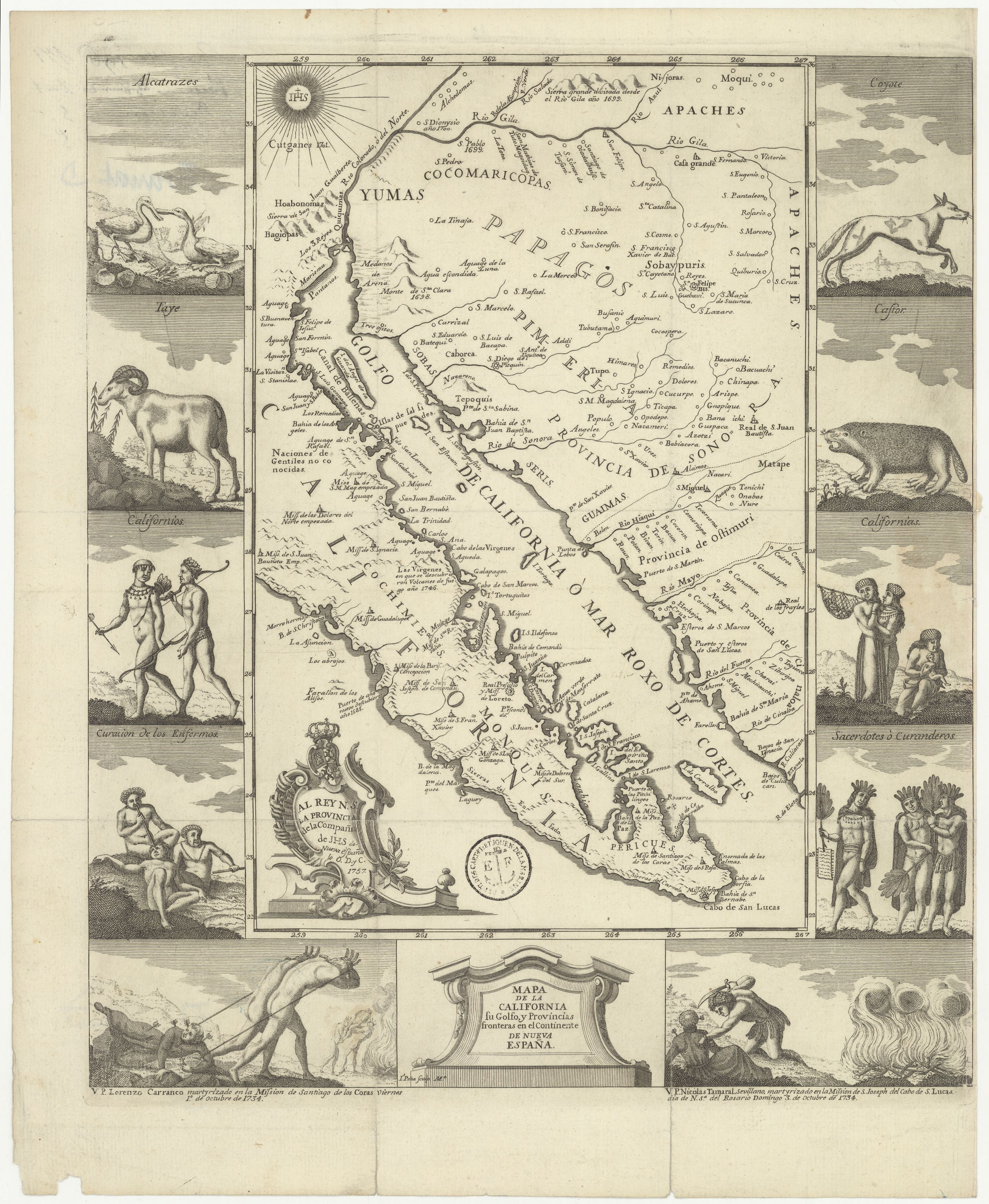
Mapa de la California antigua donde aparecen como Alchedomas (1701).

En la región de los ríos bajo Colorado y Gila, prevalecía un sistema de alianzas militares y hostilidades tradicionales entre las tribus guerreras. Este contexto pudo haber influido en los movimientos de los halchidhoma durante el siglo XVII. Los halchidhoma formaban parte de una alianza que incluía a los maricopa, cucapah y otras tribus, y juntos se oponían a los yuma y mojave.
En la década de 1820, los halchidhoma fueron finalmente expulsados del territorio del río Colorado. Como resultado, buscaron refugio con los maricopa en la región del río Gila. En los años siguientes, algunos miembros de la tribu continuaron su viaje hacia Lehi, Arizona ubicado en el río Salado, donde mantuvieron una identidad separada. Mientras tanto, otros decidieron quedarse con los maricopa y se asimilaron a esta tribu.
El territorio dejado vacante por los halchidhoma en la región del río Colorado fue posteriormente ocupado por los chemehuevi, otra tribu nativa americana. Este proceso de movimiento y asimilación refleja la dinámica histórica de interacción y cambio entre las distintas tribus que habitaban la región en aquel entonces.

## Población
Las estimaciones de las poblaciones anteriores al contacto de la mayoría de los grupos nativos de California han variado sustancialmente.  El misionero-explorador franciscano Francisco Garcés estimó la población de los halchidhoma en 1776 en 2.500. Alfred Kroeber calculó la población de halchidhoma en 1770 en 1.000.

## Idioma
Los registros históricos indican que en si existió una lengua halchidhoma separada dentro de la familia yumana. Debido a la guerra y el conflicto con los colonos europeos, los halchidhoma se establecieron con el pueblo maricopa, en su ubicación actual alrededor Phoenix. Los halchidhoma actualmente se identifican con la tribu maricopa, y muchos viven en Lehi, que es una pequeña comunidad dentro de la comunidad indígena Salt River Pima-Maricopa en la orilla sur del río Salado. Algunos continúan hablando lo que llaman el lenguaje halchidhoma. La gente de halchidhoma en la comunidad indígena Salt River Pima-Maricopa se identifica casi universalmente en inglés como maricopa, aunque ambos grupos testifican que están separados y mantienen lenguas e identidades separadas.